# Svenska Afghanistankommittén
Svenska Afghanistankommittén (SAK) är en partipolitiskt och religiöst obunden svensk ideell förening som verkar i Afghanistan. Organisationen grundades 1980 i samband med protester mot Sovjetunionens invasion av Afghanistan. SAK har kontinuerligt varit på plats i Afghanistan sedan år 1982. 
Sommaren 2023 utfärdades ett dekret från talibanernas högsta ledning som förbjöd svensk verksamhet i Afghanistan på grund av koranbränningarna som ägt rum i Sverige. Det ledde till att SAK tvingades att avsluta sin verksamhet i landet. Innan nedstängningen hade SAK 8 000 anställda, varav 99 procent var från Afghanistan. Organisationen hade verksamhet i 20 av landets 34 provinser. Förutom ett centralt kontor i huvudstaden Kabul fanns även 5 regionalkontor ute i landet. 
SAK:s huvudkontor ligger i Stockholm och har cirka 15 anställda. I Sverige består organisationens verksamhet i huvudsak av verksamhetsstyrning, påverkan, informationsspridning och insamling. 
Generalsekreterare är Kajsa Johansson och ordförande Margareta Wahlström. Tidigare ordförande har bland andra varit Ann Wilkens (2009-2011), Lena Hjelm-Wallén (2002-2009) och Maria Leissner (1991-1995). SAK har genom åren finansierat sin verksamhet genom stöd från bland andra Sida, FN-organ, EU, Postkodlotteriet, Radiohjälpen, och med egen insamling och medlemsavgifter.

## SAK grundas
Svenska Afghanistankommittén grundades 1980 efter att dåvarande Sovjetunionen invaderat Afghanistan. SAK fick snabbt ett par hundra medlemmar och uppmärksamhet i massmedia, bland annat i TV-programmet Magazinet, med Jan Guillou som programledare. Genom insändare till tidningar, insamlingar och brevutskick samlade organisationen ihop pengar för humanitär hjälp till det afghanska folket. En av grundarna var Anders Forsberg, som efter ett par år blev SAK:s första anställda.

## SAK i Afghanistan
Under hösten 1982 inleddes hjälparbetet i Afghanistan, utifrån Pakistan. Då bestod hjälpen framför allt av stöd till akut sjukvård och livsmedelsförsörjning. 1984 startade det första utbildningsprojektet, som bestod av läromedelsproduktion. Exilafghaner skrev böckerna i Pakistan och böckerna fördes sedan med åsnor över gränsen till Afghanistan. 1990 stödde SAK 100 kliniker och 473 primärskolor med drygt 88 000 elever, varav 2 160 flickor. SAK fortsatte att arbeta för att fler flickor skulle få gå i skolan även under de år talibanerna styrde landet (1996-2001). Mellan 1997 och 2001 ökade antalet flickor i landets skolor från 28 000 till 39 000. SAK:s personalstyrka i Afghanistan bestod de åren av 12 000 anställda. 
SAK:s arbete i Afghanistan fokuserade senare på utbildning, hälso- och sjukvård, landsbygdsutveckling och rehabilitering av människor med funktionsnedsättning. Övergripande för arbetet är mänskliga rättigheter och jämställdhet. SAK:s verksamhet riktar särskilt in sig på att nå ut till de allra mest utsatta grupperna. Därför bedrivs arbetet på den fattiga afghanska landsbygden och med särskild inriktning mot kvinnor, barn och människor med olika former av funktionsnedsättning. Arbetet bedrivs alltid i ett nära samarbete med lokalbefolkningen.
En av SAK:s främsta prioriteringar har varit att fler flickor ska få gå i skolan. 2022 gick mer än 100.000 barn i SAK:s skolor, främst i byskolor för årskurs 1-6. 65 procent av eleverna var flickor.
Sedan 2001 har SAK utbildat över 400 barnmorskor. SAK var en av de organisationer som driver sjukvård i landet genom avtal med FN. 2022 registrerades mer än 2.500.000 besök på SAK:s sjukhus och kliniker i provinserna Wardak och Nuristan.
Inom programmet för landsbygdsutveckling hjälpte SAK bybor med att förbättra infrastruktur och lokalt företagande.
I SAK:s verksamhet för personer med funktionsnedsättningar ingick hjälpmedel från ortopediska verkstäder, sjukgymnastik, specialundervisning för barn med synsvårigheter, hörselnedsättning eller inlärningsproblem, yrkesutbildning och mikrolån för att starta eget företag. 
Efter talibanernas maktövertagande 2021 kunde SAK fortsätta bedriva verksamhet trots talibanernas maktövertagande. Från sommaren 2023 pausade SAK succesivt sitt arbete i Afghanistan eftersom organisationen utsatts för skärpta krav från talibanerna på grund av koranbränningarna i Sverige sommaren 2023.

## SAK i Sverige
Svenska Afghanistankommittén har cirka 3 000 medlemmar organiserade i lokalföreningar i bland annat Uppsala, Stockholm, Södertälje, Skövde-Skaraborg, Göteborg, Dalarna och Skåne. SAK:s styrelse väljs på ett årsmöte.
I Sverige samlar Svenska Afghanistankommittén in pengar till biståndsarbete i Afghanistan. Det sker genom enskilda gåvor, månadsgivare och genom Radiohjälpen.
SAK bidrar ofta med kommentarer, analyser och uttalanden om situationen i Afghanistan i media. SAK arrangerar också seminarier, föreläsningar, konferenser, kulturkvällar och filmvisningar på olika platser i Sverige. Sedan 1980 får SAK:s medlemmar och månadsgivare tidningen Afghanistan-nytt som kommer ut fyra gånger per år. SAK stödjer även svenska skolelevers undervisning i globala frågor genom att erbjuda elever och lärare material som intervjuer, filmer, föreläsningar och reseberättelser. Under åren 2006-2012 drev SAK också ett vänskoleprojekt mellan svenska, engelska, slovakiska och afghanska skolor.
Mellan 1985 och 2012 gav SAK ut ett 20-tal böcker, bland andra den pakistanska journalisten Ahmed Rashids böcker Talibanerna – islam, oljan och det nya maktspelet i Centralasien (2000), Jihad – framväxten av en militant islam i Centralasien (2002) och Vägen till kaos – USA:s politiska haveri i Afghanistan, Pakistan och Centralasien (2008).